# Indeterminismo
L'indeterminismo è l'atteggiamento filosofico che si oppone al determinismo, negando la cogenza assoluta della necessità posta da questo e con l'ammissione della realtà ontologica della contingenza. Come il determinismo, l'indeterminismo è concetto ontologico, ma trova estensione antropologica nel concetto di libero arbitrio. Nell'indeterminismo il concetto di contingenza assume un ruolo fondamentale, come risultante di una serie di cause non-lineari, ovvero non connesse fra loro dalla rigida necessità tipica del determinismo. 
Si tenga ben a mente che non si deve assolutamente confondere la contingenza con la casualità: con la prima si sostiene che un evento può tanto accadere quanto non accadere e tutto il resto rimanere uguale, mentre con la seconda si sostiene che la caoticità regola il mondo, rendendo di fatto impossibile l'instaurazione di qualsiasi teoria scientifica o filosofica.

## Indeterminismo ontologico
L'indeterminismo ontologico ammette l'esistenza della contingenza quale fattore di causalità nel divenire  della materia. Esso si oppone quindi al determinismo che pretende una rigida concatenazione necessaria tra cause ed effetti di tipo necessitaristico. Alla credenza nel dominio assoluto della necessità teorizzata dal determinismo, l'indeterminismo, pur ammettendola, ne nega la cogenza assoluta nel divenire della materia. È però con il principio di indeterminazione di Heisenberg avanzato da Werner Heisenberg nel 1927 che l'indeterminismo nel mondo subatomico riceve la sua definitiva ratifica.

## Indeterminismo in fisica
In fisica, la nozione d'indeterminismo ha una chiara definizione: lo stato presente del sistema fisico non è completamente definibile oppure a un medesimo stato presente completamente definito possono corrispondere molti stati futuri possibili, uno solo dei quali si realizzerà.
L'indeterminismo viene introdotto nella fisica moderna dalle disuguaglianze di Heisenberg:
(Werner Karl Heisenberg, 1927)
In effetti, le relazioni d'indeterminazione implicano la non validità del determinismo (come si evince fin dal nome di tali relazioni), non della causalità.  Questa distinzione non era chiara tra la fine degli anni '20 e i primi anni '30 del Novecento. Max Born scrisse in un articolo del 1927 su indeterminazione quantistica e perdita della causalità in modo analogo ad Heisenberg: «L'impossibilità di misurare esattamente tutti i dati di uno stato impedisce la predeterminazione dello svolgimento successivo. Di conseguenza, il principio di causalità perde, nella sua comune formulazione, ogni senso. Infatti, se è impossibile per principio conoscere tutte le condizioni (cause) di un processo, diventa un modo di dire vuoto che ogni evento ha una causa.»
Ma in seguito lo stesso Born cambiò opinione: nella meccanica quantistica «non è la causalità propriamente detta ad essere eliminata, ma soltanto una sua interpretazione tradizionale che la identifica con il determinismo.»  Basta infatti riscrivere l'indeterminazione posizione/momento 
{\displaystyle \Delta x\cdot \Delta p_{x}\,\geq \,{\frac {\hbar }{2}}}
nella forma
{\displaystyle \Delta x_{o}\cdot \Delta v_{o}\,\geq \,{\frac {\hbar }{2m}}}
per rendersi conto che non si può avere, in linea di principio, conoscenza esatta delle condizioni {\displaystyle (x_{o},v_{o})} del sistema ad un dato istante {\displaystyle t_{o}}: tanto più si tenta di ridurre l'incertezza sulla variabile {\displaystyle x_{o}}, tanto più aumenta l'incertezza su {\displaystyle v_{o}} (relazione di proporzionalità inversa tra le due).  Ci si trova nel primo dei due casi possibili d'indeterminismo: lo stato presente non è completamente definibile. 
Le disuguaglianze di Kennard e di Robertson mostrano un ulteriore significato dell'indeterminazione quantistica.  Mentre le disuguaglianze di Heisenberg implicano sempre una misura, e il conseguente disturbo da questa provocata su misure dell'osservabile coniugata (indeterminismo operazionale), quelle di Kennard e Robertson evidenziano proprietà caratteristiche dei sistemi quantistici (indeterminismo intrinseco).  L'indeterminazione passa dall'essere un fenomeno inerentemente legato agli strumenti e alle misure, ad essere una peculiarità della meccanica quantistica. È il formalismo matematico della teoria (spazi di Hilbert a infinite dimensioni) ad implicare l'indeterminismo quantistico, secondo le tesi del realismo strutturale.
O in alternativa si tratta di una caratteristica degli enti quantistici (fotoni, particelle massive), che si differenziano anche per questo indeterminismo intrinseco dagli enti della fisica classica (onde o particelle macroscopiche), come sostiene il realismo scientifico.  In entrambi i casi, l'indeterminazione risulta essere una peculiarità fondativa ed essenziale della meccanica quantistica.
Due citazioni, una del 1763 di Ruggero Giuseppe Boscovich (che scriveva della descrizione dinamica di un insieme di punti materiali) e l'altra, di due secoli dopo, del premio Nobel Murray Gell-Mann mostrano l'enorme differenza epistemologica che separa la fisica classica dalla meccanica quantistica:
(Ruggero Giuseppe Boscovich, 1763)
(Murray Gell-Mann, 1996)
Se in meccanica classica si poteva immaginare l'universo come un sistema consequenziale, causativo, univoco e quindi prevedibile, con l'introduzione della meccanica quantistica non è più epistemologicamente possibile darlo per scontato, ma è necessario tenere conto che fenomeni basilari della realtà 
sono descrivibili solo in termini probabilistici. Dato che l'intero universo è composto da particelle quantiche e che pertanto tutti gli eventi e i fenomeni ne sono condizionati, il principio di indeterminazione si proietta sull'intero campo dello scibile umano con forti conseguenze sul piano filosofico e teoretico.

## Indeterminismo in biologia
Il biologo Jacques Monod con le sue ricerche degli anni '50 e '60 giunge a una serie di conclusioni, che gli valgono il premio Nobel nel 1965, tra le quali spicca l'indeterminismo delle mutazioni genetiche, peraltro già implicito in Darwin. Con il saggio Il caso e la necessità egli ribadiva che: «[Le alterazioni nel DNA] sono accidentali, avvengono a caso. E poiché esse rappresentano la sola fonte possibile di modificazione del testo genetico, a sua volta unico depositario delle strutture ereditarie dell'organismo, ne consegue necessariamente che soltanto il caso è all'origine di ogni novità, di ogni creazione nella biosfera. Il caso puro, il solo caso, libertà assoluta ma cieca, alla radice stessa del prodigioso edificio dell'evoluzione: oggi questa nozione centrale della biologia non è più un'ipotesi fra le molte possibili o perlomeno concepibili, ma è la sola concepibile in quanto è l'unica compatibile con la realtà quale ce la mostrano l'osservazione e l'esperienza.»
Le acquisizioni di Monod circa il caso (non-linearità casuale) da allora hanno ricevuto continue conferme in biologia molecolare.
Nell'ambito della neurobiologia assume un ruolo particolare il neurofisiologo americano David J. Linden, autore del saggio The Accidental Mind: How Brain Evolution Has Given Us Love, Memory, Dreams, and God del 2007. In esso viene messo in evidenza che il cervello svolge compiti eccezionali, grazie all'integrazione funzionale di moltissimi processori neurali, pur essendo un organo raffazzonato e imperfetto.
Notevoli nella conferma del caso come motore dell'evoluzione biologica sono state anche le ricerche del biologo giapponese Motoo Kimura. L'evoluzione utilizza casualità per farne opportunità e il caso è motore dell'evoluzione già a livello di molecole, sostiene Motoo Kimura nei suoi studi degli anni '60, culminati con la pubblicazione del suo The Neutral Theory of Molecular Evolution che si incentra sulla sua affermazione che « A livello molecolare la maggior parte dei cambiamenti evolutivi è provocata dalla “deriva casuale” di geni mutanti che sono equivalenti di fronte alla selezione.»

## Indeterminismo in antropologia
È l'ammissione del libero arbitrio umano di autodeterminarsi. In senso teologico è la negazione di ogni costrizione ad esercitare la propria volontà di fare il bene o il male, in quanto concessa da Dio sin dalla creazione. In tale prospettiva teologica molte forme di ateismo si sono indirizzate per contrasto verso la radicalizzazione di un determinismo assoluto, poiché la necessità è stata spesso vista come il grimaldello con cui scardinare in termini metafisici gli apriori fideistici della dottrina cristiana. In realtà il problema si è posto ben prima dell'apparire degli ateismi settecenteschi, perché è con la teologia di Spinoza che il libero arbitrio è messo radicalmente fuori causa dal suo panteismo deterministico.
Storicamente la libertà individuale umana è stata vista sotto due punti di vista principali:
1° "incondizionata", come autodeterminazione, autocausalità e assenza di vincoli all'azione.
2° "condizionata", come possibilità di scelta d'azione, ma con limiti imposti dal contesto.
Il tipo (1°) è stata tipica del mondo antico e ha avuto il suo primo formulatore in Aristotele, che nell'Etica Nicomachea (III, 5, 1113 b) sosteneva che l'uomo "è il principio dei suoi atti". Sostanzialmente anche Epicuro e Lucrezio erano di quest'idea e il secondo in De Rerum Natura (II, 260) sostiene essere il volere il principio della libertà d'azione. Anche Cicerone che nel De Fato (11) afferma essere l'uomo libero in quanto uomo, quindi "per sua natura".
Il tipo (2°) è prevalso nella modernità ed è esposta chiaramente da Locke, che nel Saggio sull'intelligenza umana (II, 21, 27) sostiene che per libertà umana si deve intendere la possibilità di scelta, di preferenza e di inibizione. (Tesi riproposta da Martin Heidegger in "Essere e Tempo" del 1927: la trascendenza dell'uomo rispetto al mondo è contemporaneamente libertà d'azione e limitazione della libertà stessa)

## Indeterminismo in pedagogia
La sostituzione del modello deterministico mediante il modello indeterministico comporta la rinuncia al carattere assoluto della conoscenza. Il libro di Giorgio Vuoso applica al settore pedagogico le implicazioni della svolta epistemologica indeterministica.